# Kraj Sudetów

Obszary zamieszkałe w większości przez ludność niemieckojęzyczną przed 1945 r. w dzisiejszych granicach Czech

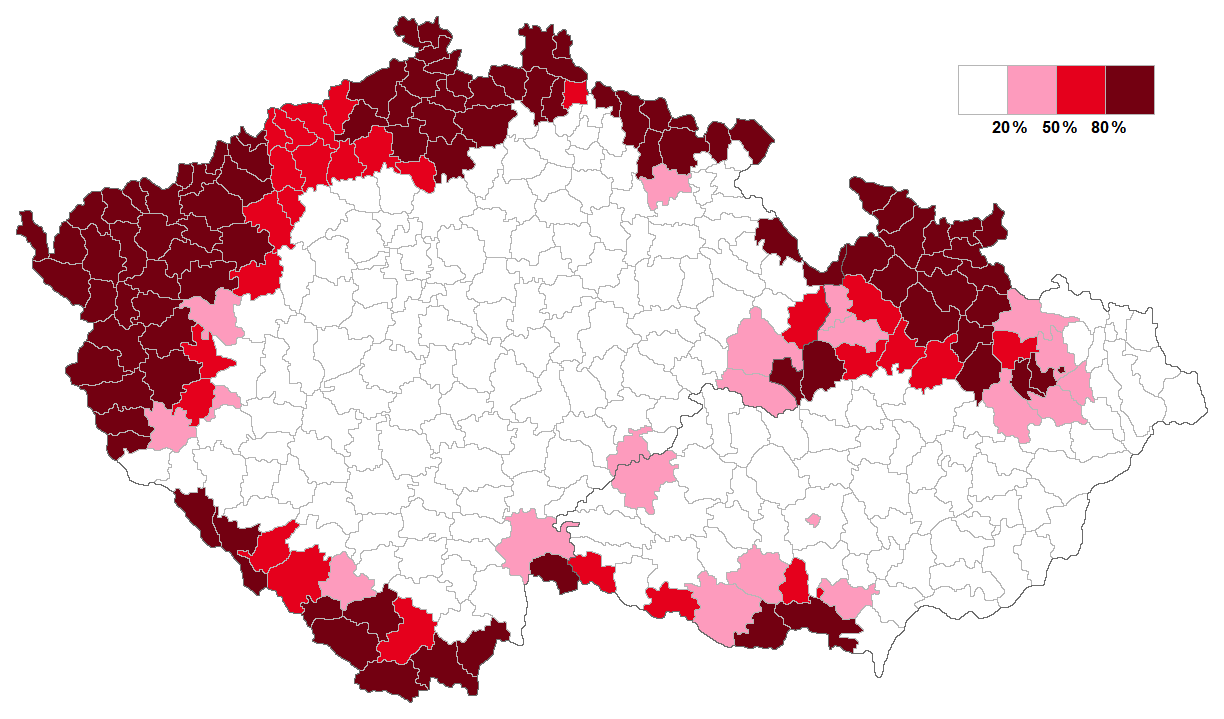
Odsetek ludności niemieckiej w 1930 r. w okręgach sądowych w dzisiejszych granicach Czech

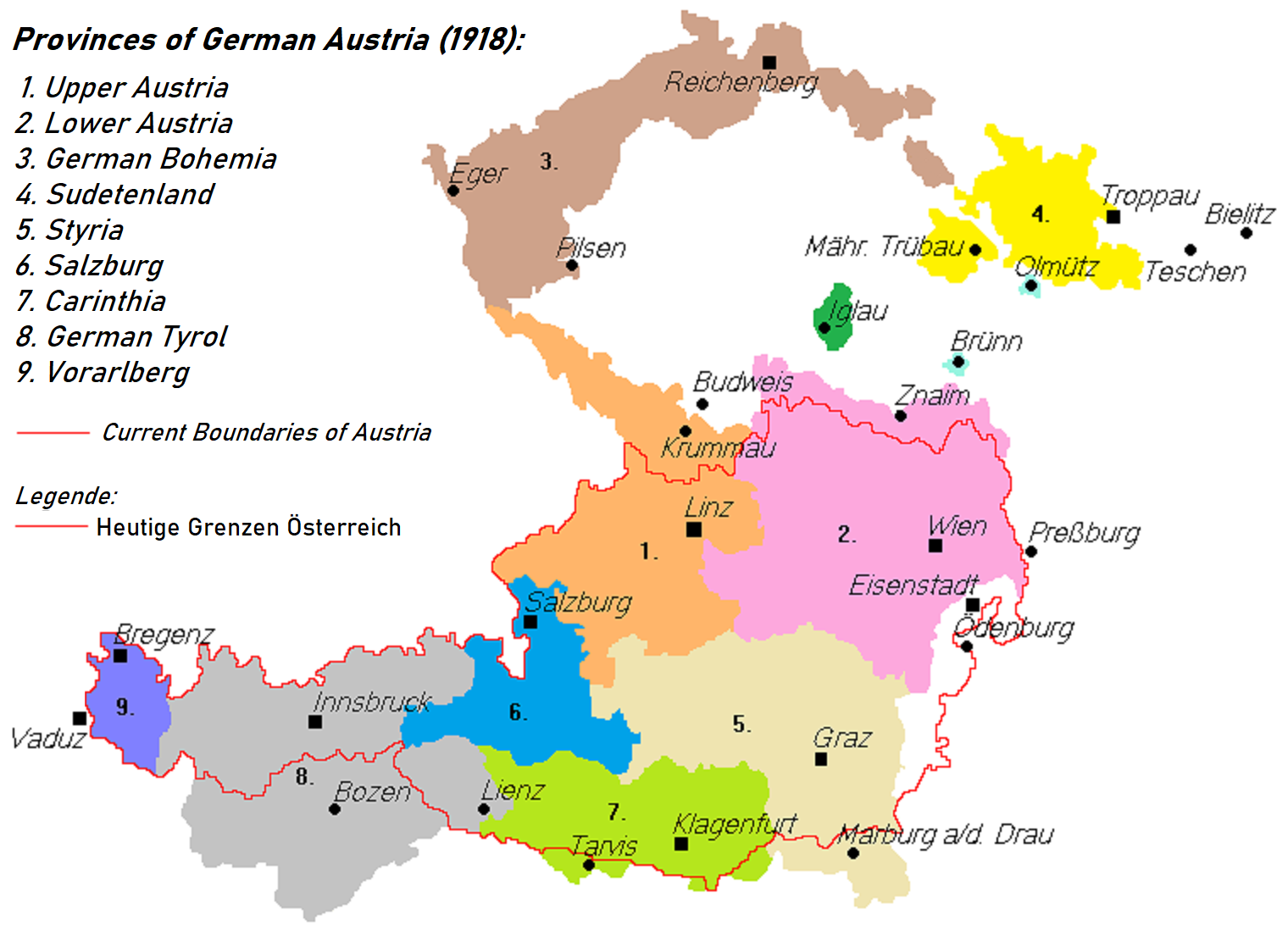
Na mapie Austrii i Czech prowincja Kraj Sudetów (1918 r.) zaznaczona na żółto i prowincja Niemieckie Czechy zaznaczona na brązowo

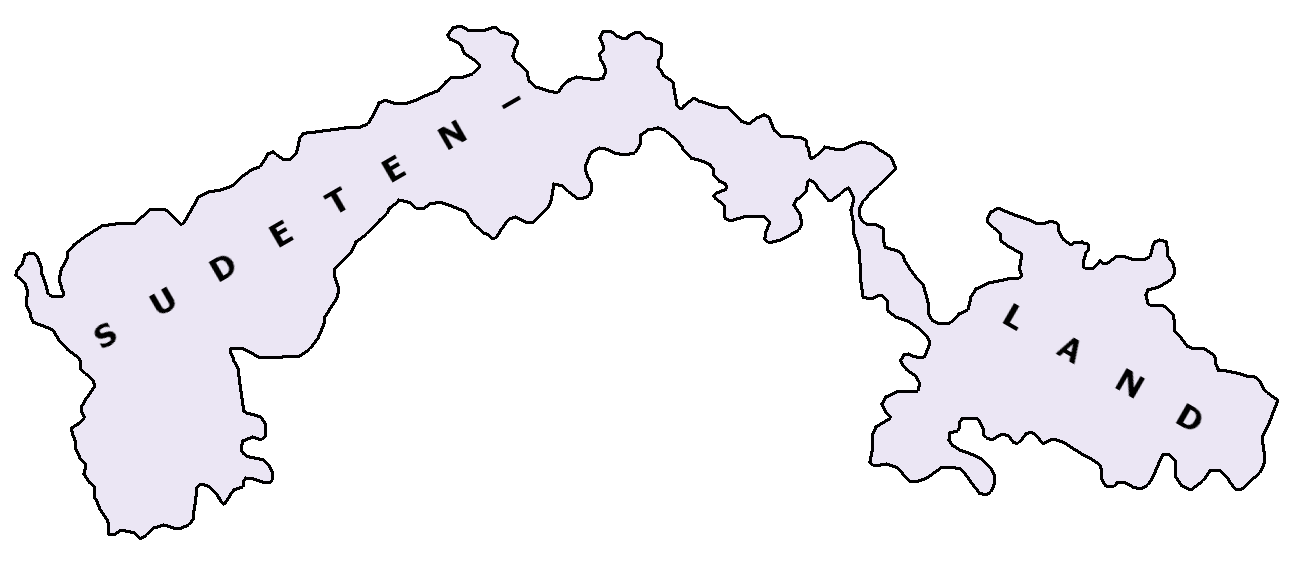
Okręg Rzeszy Sudetenland (1938-1945)

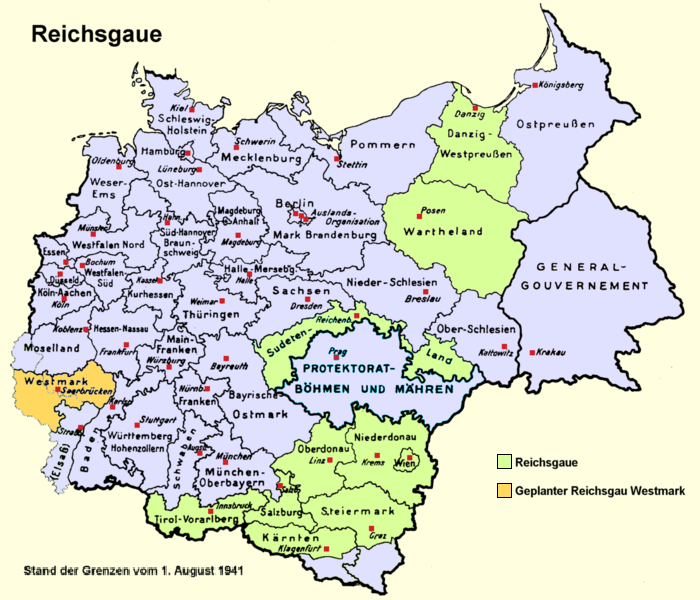
Okręg Rzeszy Kraj Sudetów w III Rzeszy

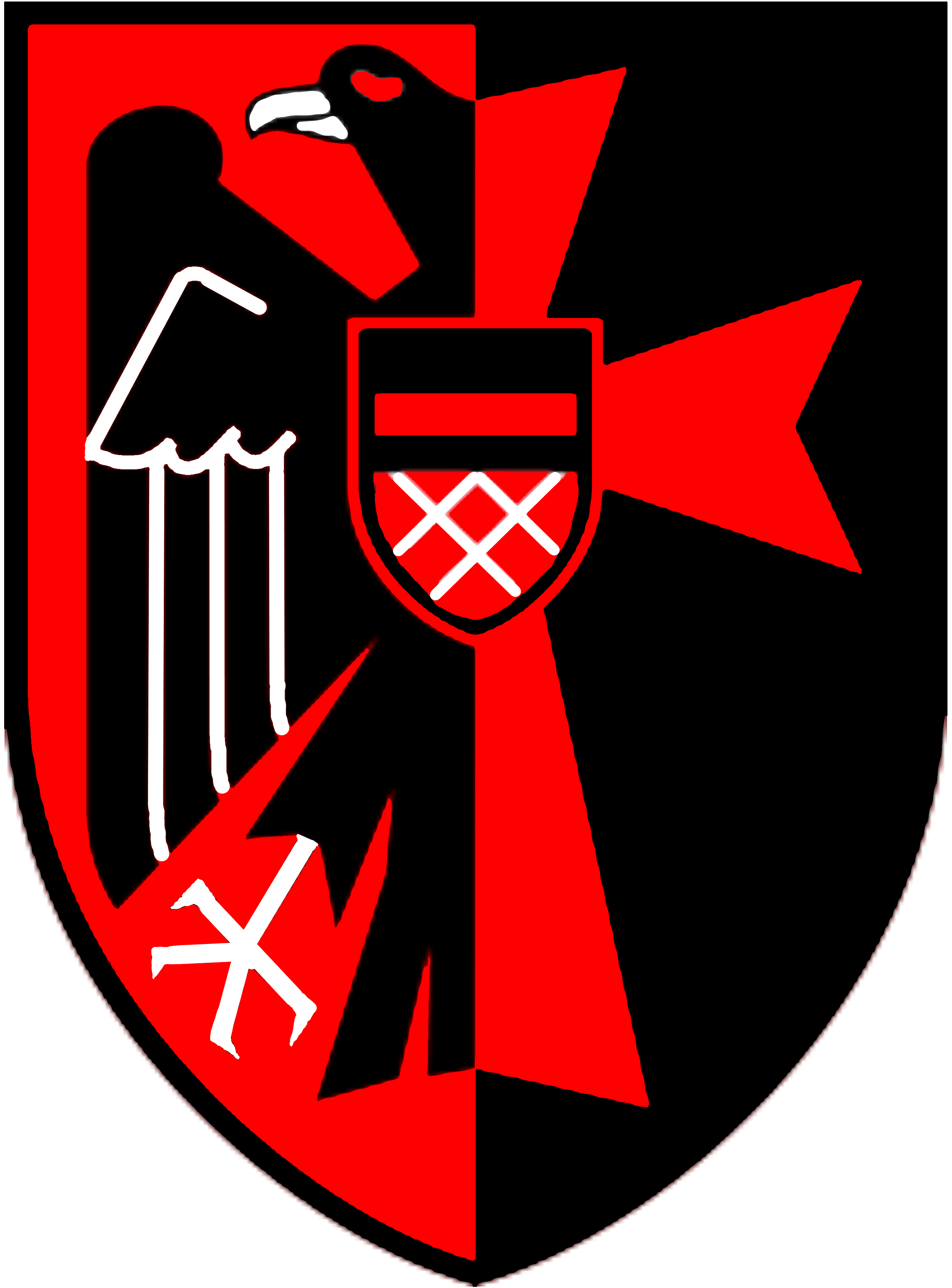
Herb Niemców sudeckich

Flaga Niemców sudeckich

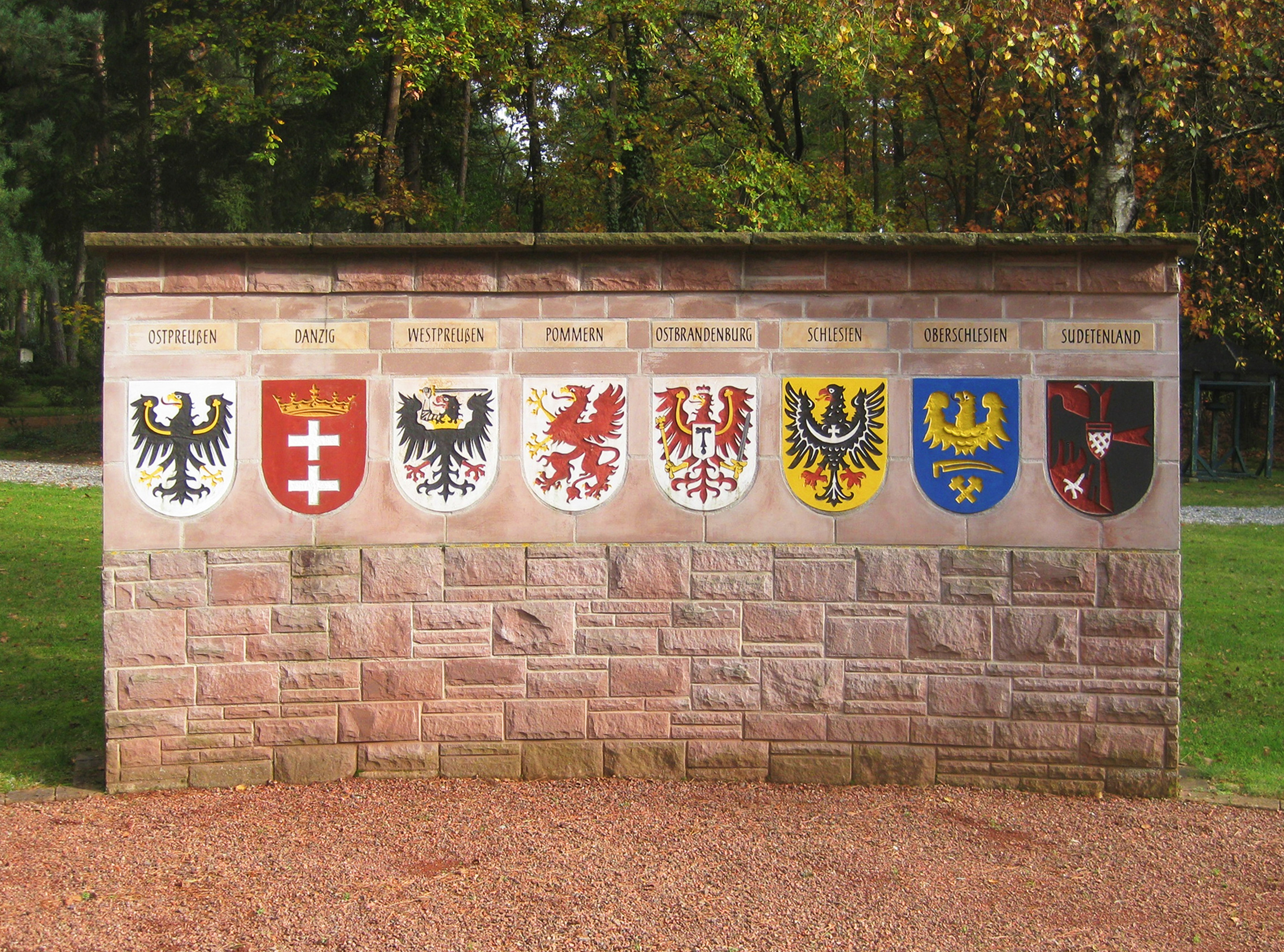
Cmentarz w Bielefeld. Herby ziem utraconych przez Niemcy po II wojnie światowej. Na rzecz Polski i ZSRR: Prusy Wschodnie, na rzecz Polski: Gdańsk, Prusy Zachodnie, Pomorze, Brandenburgia Wschodnia, Dolny Śląsk, Górny Śląsk i na rzecz Czechosłowacji: Kraj Sudetów

Kraj Sudetów (t. Kraj Sudecki, niem. Sudetenland, Sudetengebiet, Sudetengebiete, Sudetenraum, cz. Sudety, Sudetsko) – region Czechosłowacji obejmujący pogranicze czesko-niemieckie i czesko-austriackie w Sudetach, Rudawach, Smreczanach, Lesie Czeskim, Szumawie i Morawach południowych zamieszkany od dawna przez Niemców sudeckich (niem. Sudetendeutsche). W skład Kraju Sudetów wchodziły ziemie Czech, Moraw i Śląska Czeskiego.
Zamieszkane przez Niemców regiony czeskiej części Czechosłowacji w 1918 roku:
- „Kraj Sudetów” (niem. Sudetenland, cz. Sudety, Sudetsko) ze stolicą w Opawie,
- „Niemieckie Czechy” (niem. Deutschböhmen, cz. Německé Čechy) ze stolicą w Libercu,
- „Okręg Szumawski” (niem. Böhmerwaldgau, cz. Šumavská župa, też „Deutsch-Südböhmen”) ze stolicą w Vimperku,
- „Niemieckie Morawy Południowe” (niem. Deutschsüdmähren, cz. Německá jižní Morava) ze stolicą w Znojmie.

Tereny te były obiektem irredenty ze strony Austrii. 28 października 1918 r. w Pradze proklamowano powstanie niepodległej Czechosłowacji. 11 listopada cesarz austriacki Karol I Habsburg zrzekł się udziału w rządach, dzień później w Wiedniu została proklamowana Republika Niemieckiej Austrii, która obejmowała zamieszkałe przez ludność niemiecką terytoria dawnych Austro-Węgier. Między nią miały istnieć prowincja Niemieckie Czechy i prowincja Kraj Sudetów (dawny Śląsk Austriacki i okolice północnomorawskie i wschodnioczeskie). Okręg Szumawski miał być przyłączony do prowincji Górna Austria, a Niemieckie Morawy Południowe miały być przyłączone do prowincji Dolna Austria. W końcu listopada 1918 r. wojska czechosłowackie zaczęły wkraczać na obszar zbuntowanych prowincji. Formalnie przestały istnieć 10 września 1919 roku, po zawarciu traktatu wersalskiego i traktatu w Saint-Germain-en-Laye, które potwierdziły przynależność tych obszarów do Czechosłowacji.
W sprzyjającej atmosferze politycznej – na mocy układu monachijskiego – ziemie sudeckoniemieckie zostały zbrojnie zajęte przez Niemcy w październiku 1938. Z ich północnej części utworzono Okręg Rzeszy Kraj Sudetów w skrócie Okręg Sudecki (niem. Reichsgau Sudetenland, krócej Sudetengau, cz. Říšská župa Sudety, krócej Sudetská župa), zaś tereny południa Czech przyłączono do okręgów Bawarii (okręg Bawarska Marchia Wschodnia) i do okręgów utworzonych w miejscu zaanektowanej Austrii/Marchii Wschodniej (okręg Górny Dunaj i Okręg Dolny Dunaj). Kraik hulczyński był przyłączony do Okręgu Śląsk (od 1941 r. do Okręgu Górny Śląsk).
Stolicą Okręgu Sudeckiego był Liberec (niem. Reichenberg) a sam Okręg Rzeszy Kraj Sudetów dzielił się na trzy rejencje:
- rejencja chebska (niem. Regierungsbezirk Eger, cz. vládní obvod Cheb) ze stolicą w Karlowych Warach,
- rejencja uściańska (niem. Regierungsbezirk Aussig, cz. vládní obvod Ústí nad Labem) ze stolicą w Uściu nad Łabą,
- rejencja opawska (niem. Regierungsbezirk Troppau, cz. vládní obvod Opawa)[2] ze stolicą w Opawie.

Czechosłowacja, oddając Niemcom Kraj Sudetów, pozbawiła się większości swoich umocnień granicznych i osłabiła swoje szanse na obronę. Inwazja i aneksja zostały dokonane przez III Rzeszę 15 marca 1939 niemal bez przeszkód. Po ostatecznym zagarnięciu Czech z ich pozostałej (niezaanektowanej wcześniej) części utworzono Protektorat Czech i Moraw.
Po aneksji na terenach Kraju Sudetów wprowadzono 10 października 1938 ruch prawostronny.
Po klęsce III Rzeszy w II wojnie światowej tereny te zostały włączone z powrotem do odnowionej Czechosłowacji (przywrócono granicę z lat 1920–1937). W celu uniknięcia ponownej fali irredenty Niemcy sudeccy zamieszkujący te tereny zostali pod przymusem wysiedleni do Niemiec (tzw. Dekrety Beneša). Czesi określali ten region od 1945 r. jako pohraniční území albo české pohraničí (pogranicze czeskie).